# Jona SG
| SG ist das Kürzel für den Kanton St. Gallen in der Schweiz. Es wird verwendet, um Verwechslungen mit anderen Einträgen des Namens Jona zu vermeiden. |

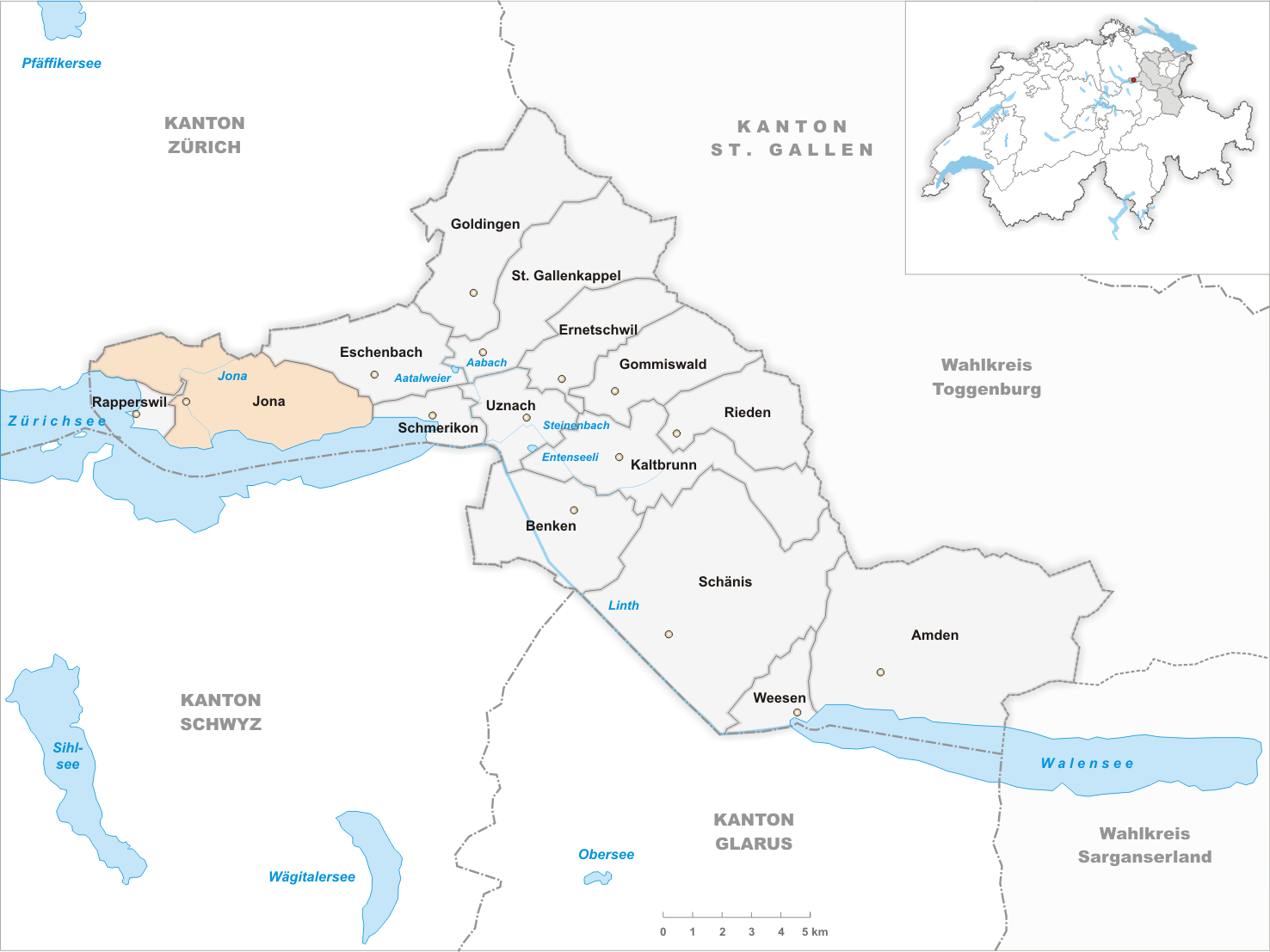
Gemeindestand vor der Fusion am 1. Januar 2007

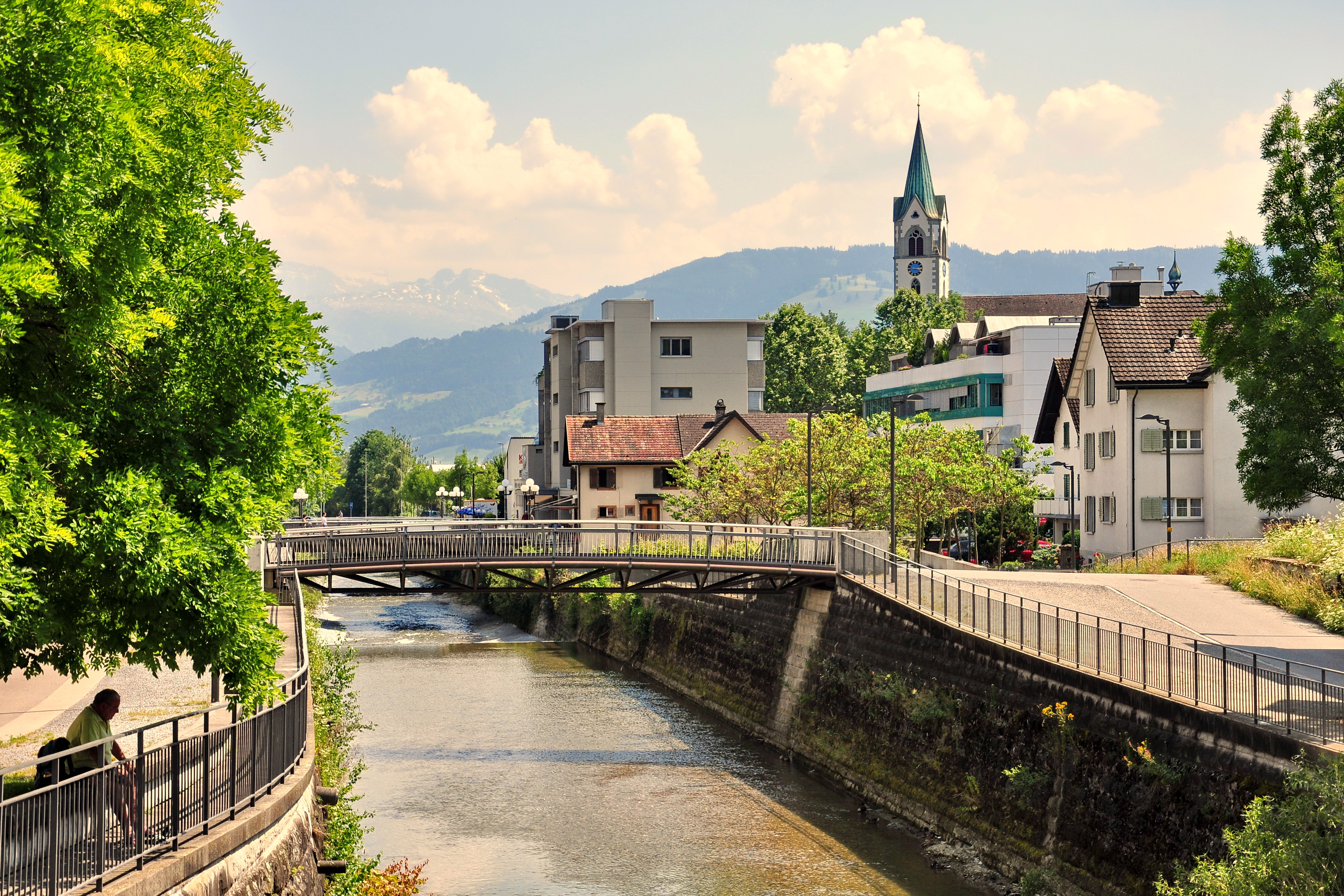
Die Jona im Stadtzentrum, im Hintergrund die Kirche Mariae Himmelfahrt und St. Valentin

Jona ist eine Ortschaft der politischen Gemeinde Rapperswil-Jona im Seebezirk im Südwesten des Schweizer Kantons St. Gallen.

## Geographie
Das Ortsgebiet von Jona nimmt eine Fläche von 20,93 km² ein, wovon ein kleiner Anteil auf den Zürichsee entfällt. Die Bevölkerung orientiert sich sozial, wirtschaftlich und kulturell nach Zürich, weil die Kantonshauptstadt St. Gallen durch den Rickenpass abgetrennt und schwerer zu erreichen ist als Zürich.

## Geschichte

### Frühgeschichte
Die Gegend von Jona war bereits von den Kelten und später den Römern besiedelt. Zahlreiche archäologische Funde zeugen davon. Der vicus Kempraten ist die grösste bekannte römische Siedlung im heutigen Kanton St. Gallen. Die alemannische Siedlung entstand im 7. Jahrhundert in der Form einer Streusiedlung, die sich nach und nach in sechs Weiler gruppierte (Jona, Busskirch, Kempraten, Wurmsbach, Bollingen und Wagen). Der Ortsname leitet sich vom Flussnamen ab, im 9. Jahrhundert belegt latinisiert als Johanna, im 13. Jahrhundert als Jonun.

### Mittelalter
Um 1200 verfügten die Herren von Rapperswil über Grundherrschaft und Gerichtsbarkeit, während die Siedlung zu unterschiedlichen Pfarrgemeinden gehörte, geteilt zwischen dem Kloster Pfäfers, dem Kloster Einsiedeln und dem Prämonstratenserkloster Rüti.
Der Weiler Wurmsbach verfügte über eine Pfarrkirche St. Dionys, die nach der Gründung des Zisterzienserinnenklosters Wurmsbach (1259) an Bedeutung verlor und schliesslich (1369) der Pfarrei Busskirch einverleibt wurde.
Eine Pfarrei Jona wurde von den Herren von Rapperswil im 13. Jahrhundert begründet, die im 14. Jahrhundert in die Verwaltung der Pfarrei Rapperswil integriert wurde. Im 15. Jahrhundert bestanden in Widen, Grüenwald, Ferrenwald und Balberin Schwesternhäuser.
Im 14. Jahrhundert fiel die Herrschaft an die Habsburger, und 1415 wieder an die Stadt Rapperswil. 1531 erklärten sich die Einwohner in einem Bildersturm als reformiert; die Reformation wurde aber nach zwei Monaten durch die Innerschweizer Schirmherren von Rapperswil wieder rückgängig gemacht.

### Helvetik und Eidgenossenschaft

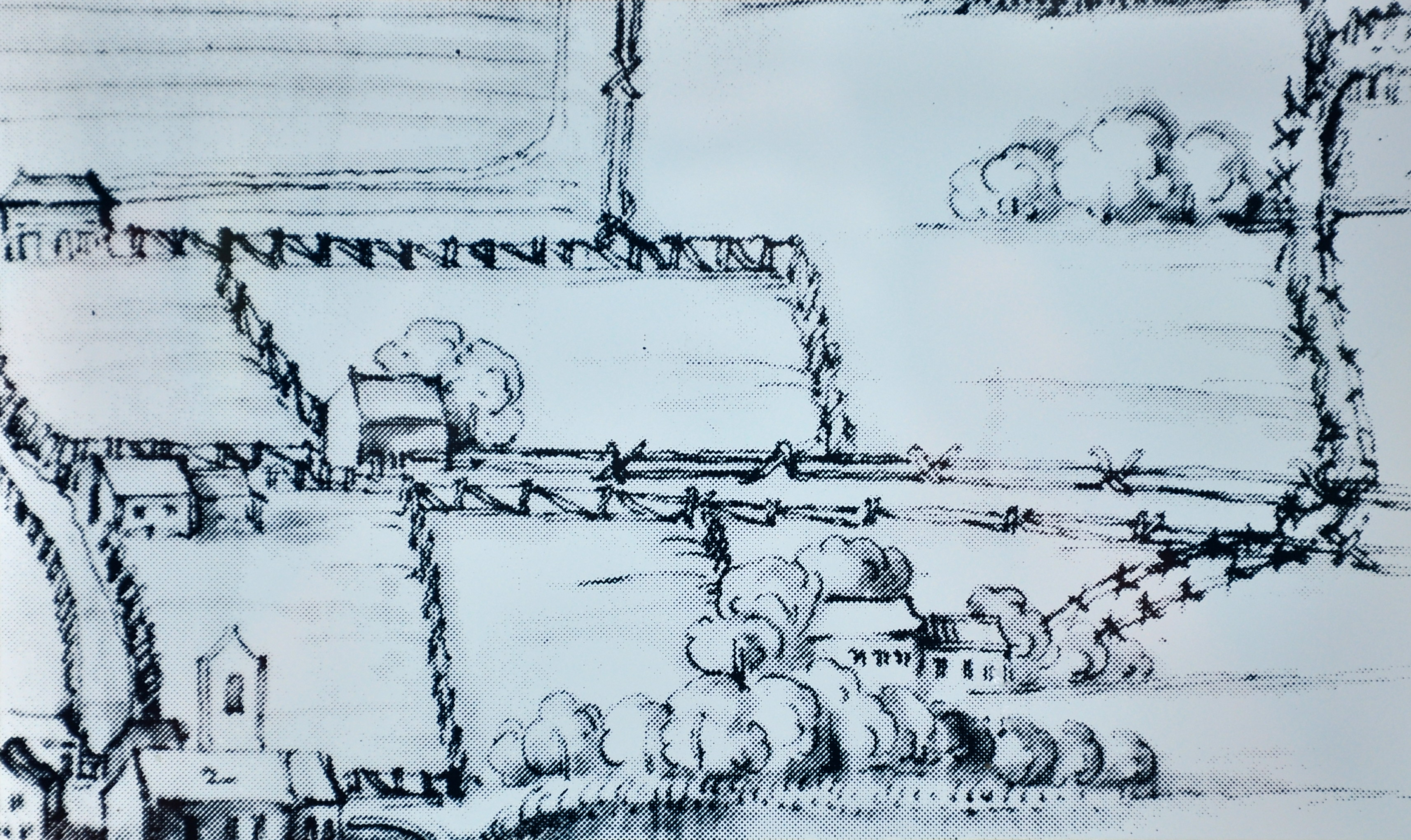
Busskirch auf dem Allmeinplan, um 1649

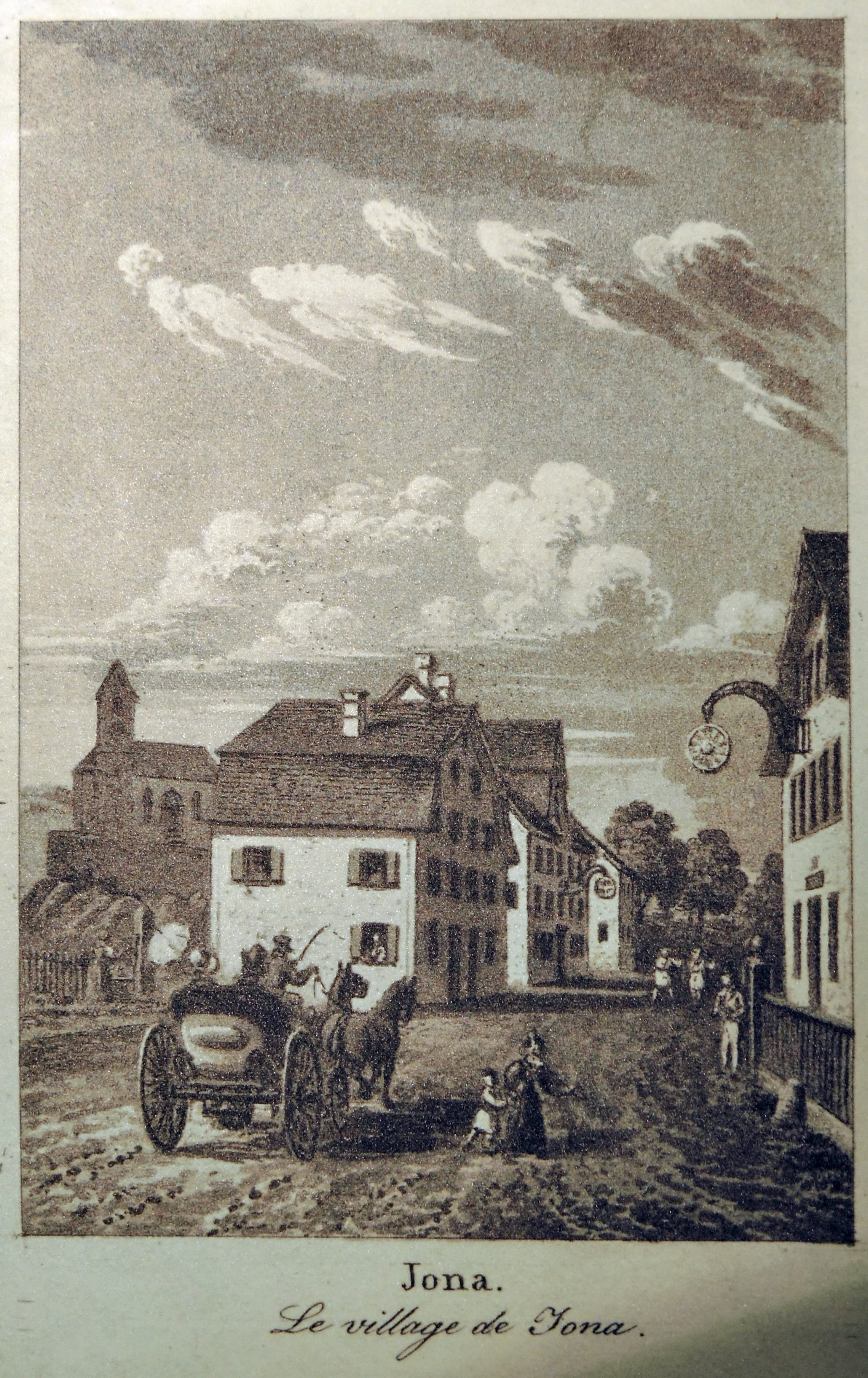
Das Dorfzentrum bei der heutigen St. Gallerstrasse, um 1833

Bei der Gründung der Helvetischen Republik wollten die verarmten Hofleute bereits eine Gemeinde mit Rapperswil bilden, aber Rapperswil lehnte ab, und so wurde Jona eine eigene Gemeinde im Kanton Linth, seit 1803 im Seebezirk im Kanton St. Gallen. Im 19. Jahrhundert liessen sich neben den Bauernhöfen die ersten Handwerker nieder, und die junge Gemeinde wuchs im Schatten von Rapperswil.
Die damalige Gemeinde Jona umschloss die Ortschaften Bollingen und Wagen sowie die Gebiete Kempraten, Busskirch und Wurmsbach. Das Gebiet von Jona umschloss auch die Stadt Rapperswil und stösst beidseitig des Seedamms an den Zürichsee und an den Obersee.
Jonen ist eine frühere Variante des Ortsnamens.
Das Joner Wappen zeigte Maria, den Fluss Jona und die Rosen von Rapperswil. Das Wappen stammt aus dem 19. Jahrhundert und wurde nach der Fusion mit Rapperswil nicht mehr weiter verwendet.

### Seit dem Zweiten Weltkrieg
Jona erlebte nach dem Zweiten Weltkrieg einen Boom. In dieser Zeit wurden zahlreiche Wohngenossenschaften gegründet, um preiswerte Wohnungen für die Mittel- und Unterschicht bereitzustellen. Seit 1962 hat das Sanitärgeräte-Unternehmen Geberit seinen Sitz in Jona. Seit 1990 mit der S 5  an die S-Bahn Zürich angeschlossen, löste die 2006 eingeführte S 15 -Verbindung eine weitere Wachstumsphase aus. Bei der Fusion mit Rapperswil war die Joner Bevölkerung (18'000) mehr als doppelt so gross wie diejenige Rapperswils.

### Fusion mit Rapperswil
Jona und Rapperswil besassen bereits vor der Fusion eine gemeinsame Infrastruktur. Ihre Grenze verlief fliessend, aus der Luft ist sie kaum auszumachen. Nach erfolglosen Versuchen 1999 stimmte die Bevölkerung von Rapperswil und Jona am 30. November 2003 im Sinne einer Grundsatzabstimmung den jeweils in beiden Gemeinden eingereichten Initiativen zur Vereinigung der beiden Gemeinden zu, Jona mit einem Ja-Anteil von 52 % und Rapperswil mit einem Ja-Anteil von 82 %. Mit der Abstimmung über den Vereinigungsvertrag am 1. Mai 2005 wurden in beiden Gemeinden Mehrheiten zugunsten des Zusammengehens erreicht; Jona mit 61,1 % Ja-Anteilen (Stimmbeteiligung 64,7 %) und Rapperswil mit 89,2 % Ja-Anteilen (Stimmbeteiligung 60,4 %). Am 1. Januar 2007 fusionierte Rapperswil mit der früheren politischen Gemeinde Jona zur neuen Gemeinde Rapperswil-Jona.
Bis zur Fusion gab es einen Gemeinderat in Jona. Dieser bestand aus 7 Mitgliedern und einem Gemeindeschreiber. Die letzten Ersatzwahlen fanden im September 2004 statt. Die Bürger stimmten jeweils in der Bürgerversammlung über politische Geschäfte ab.

## Demografie
| Jahr      | 1800    | 1850  | 1900  | 1950  | 1970  | 1980   | 2000   | 2006   |
| --------- | ------- | ----- | ----- | ----- | ----- | ------ | ------ | ------ |
| Einwohner | ca. 840 | 2.271 | 2.534 | 4.014 | 9.286 | 12.156 | 16.947 | 17.799 |

Vor der Fusion im Jahr 2007 lebten in der Gemeinde Jona offiziell rund 18'000 Personen. In Rapperswil-Jona lebten Ende 2009 26'034 Personen.
Die Amtssprache der ehemaligen Gemeinde ist Schriftdeutsch; im Alltag wird überwiegend Schweizerdeutsch im Zürcher Dialekt gesprochen.

## Infrastruktur
Die sehr offene Haltung gegenüber Baueingaben ergab verschiedene Baustile in Jona. Ein eigentlicher alter Gemeindekern blieb nicht und musste einem Einkaufszentrum weichen. Vereinzelt sind alte Bauerngebäude stehen geblieben (Neuhof, Restaurant Johanna), die etwas die vergangenen Zeiten aufzeigen.

### Kirchen

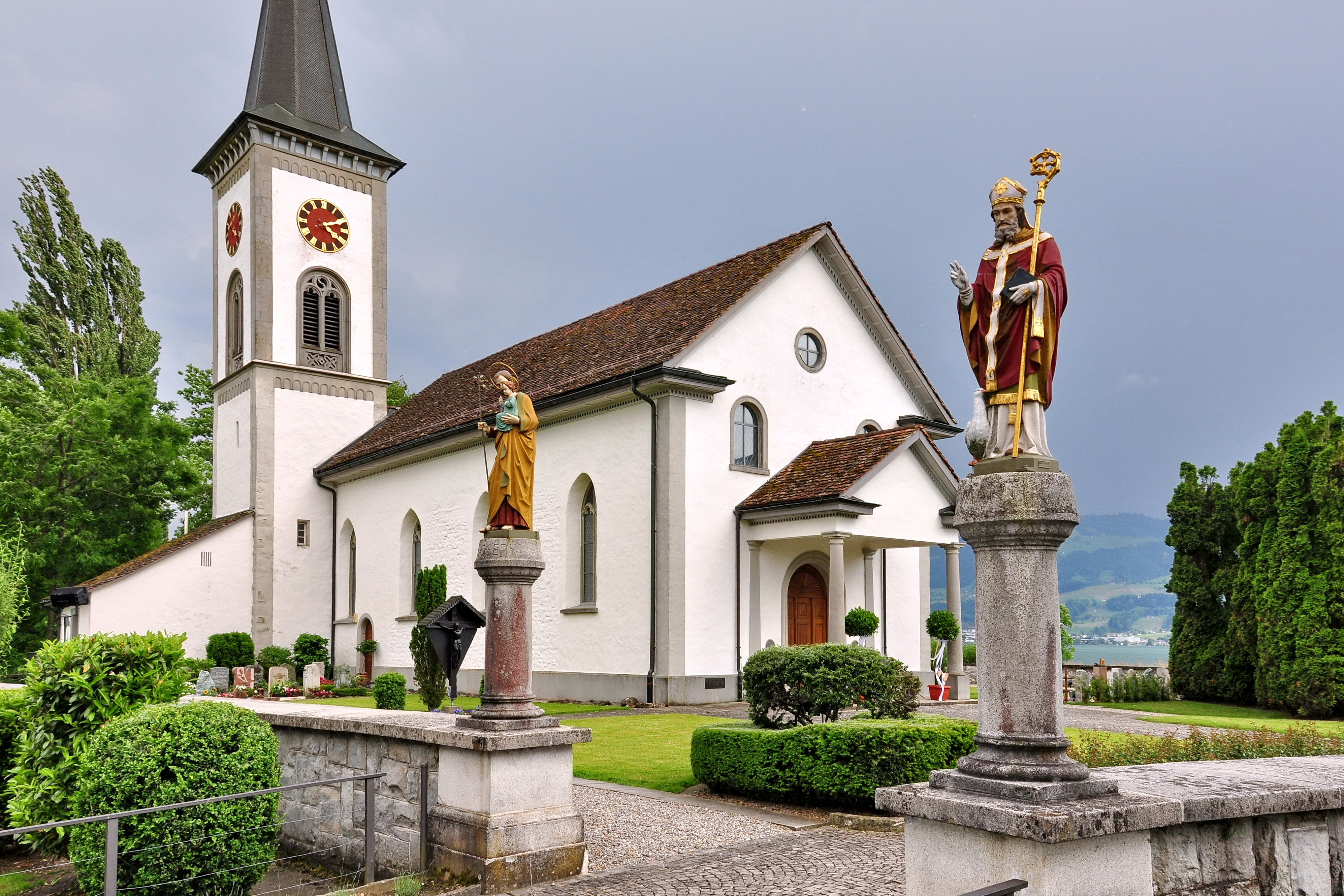
Kirche St. Martin in Busskirch

In Jona gibt es die katholische Pfarrei Jona mit den Kirchen Maria Himmelfahrt, St. Wendelin in Wagen und der Pfarrei St. Pankraz in Bollingen. Die katholische Pfarrkirche St. Franziskus in Kempraten wurde vor der Fusion der Kirchengemeinden von der Kirchgemeinde Rapperswil betreut. Nahe dem Industriegebiet Buech steht die mittelalterliche Kapelle St. Dionys. Die St. Martinskirche Busskirch ist wegen ihrer Lage direkt am See beliebt bei Hochzeiten und Taufen. Die evangelische Kirchgemeinde ist über beide Stadtteile tätig und besitzt je eine Kirche in Rapperswil und in Jona.

### Naherholungsgebiete
Jona verfügt über Erholungsplätze und Grünbereiche. Die Wiese neben dem Joner Bahnhof ist ein Erbgeschenk von Lotte Stiefel.
Im Norden befindet sich der Jonerwald mit Vitaparcours, im Süden das geschützte Zürichsee-Ufer. Die Naturschutzkommission wollte 2006 der Bevölkerung die Natur näher bringen. Dazu entwickelte sie den neuen Erlebnisweg «Schauplatz Natur». Bei verschiedenen Stationen zeigt sie die Naturplätze in Jona und Umgebung auf.

### Verkehr
Die Stadt Jona besitzt Anschlüsse an die Transit-Route A53 (Zürcher Oberlandautobahn), über die man in der Linthebene die A3 erreicht.

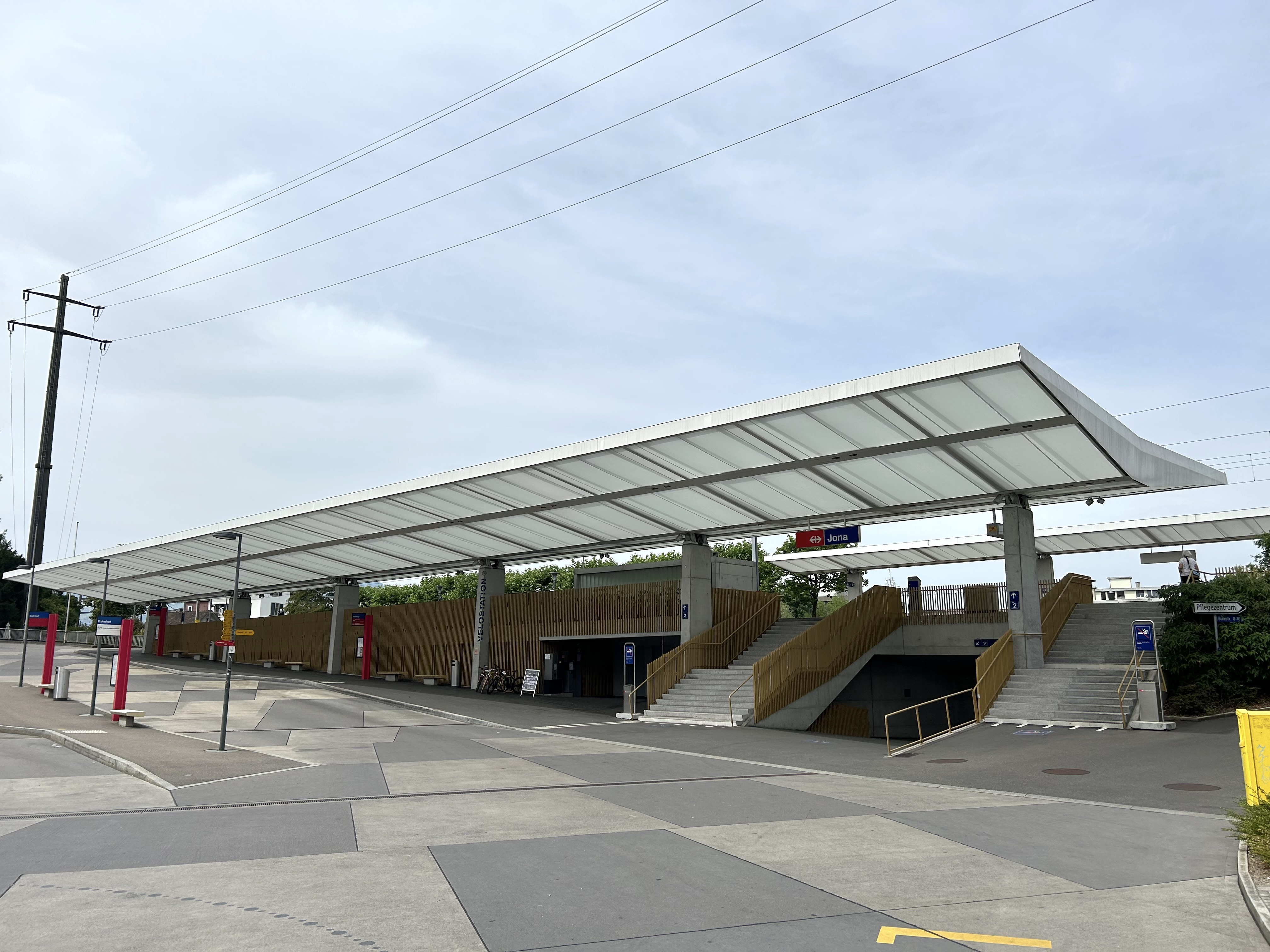
S-Bahnhof Jona 2023

Jona verfügt im Zentrum über einen S-Bahnhof mit Bus-Bahnhof, die Haltestelle Blumenau und den Bahnhof Kempraten. Die Haltestelle Bollingen ist nicht mehr im Betrieb. Als Massnahme wegen des geplanten, aber nicht umgesetzten Tunnelbaus durch Rapperswil investierte man in Jona in den letzten Jahren in den öffentlichen Verkehr. Der neue Busbahnhof Jona wurde im Jahr 2015 fertiggestellt.

## Kultur
Im Zentrum steht die Villa Grünfels, die Lotte Stiefel 1986 der Gemeinde Jona vermachte. Darin untergebracht sind die Jugendmusikschule und die Kellerbühne Grünfels. Nördlich der Villa stehen die beiden Remisen. In einer Remise ist das Kulturlokal Zentrum für aktuelle Kultur (ZAK) untergebracht, das auch zu privaten Zwecken gemietet werden kann. Südlich vom Bahnhof liegt das Kulturzentrum Kreuz.

## Persönlichkeiten
- Jakob Braendlin-Näf (1775–1845), Gründer der Spinnerei Gebrüder Braendlin, erbaute die klassizistische Villa Grünfels.
- Rudolf Braendlin (1780–1837), Unternehmer und Politiker
- Johann Jakob Staub (1783–1852), Marchand Tailleur in Paris, erbaute den klassizistischen Landsitz Meienberg.
- Alberich Zwyssig (1808–1854), Komponist, schuf den Schweizerpsalm.
- Carl Gustav Jung (1875–1961), Tiefenpsychologe, erbaute in Bollingen das Turmhaus, sein Refugium und «Ort der Reifung».
- Adolf Frey-Moock (1881–1954), Maler, geboren in Jona.
- Lotte Stiefel (1898–1986), Stifterin des Areals Grünfels
- Josef Helbling (1935–2024), Radrennfahrer
- Nella Martinetti (1946–2011), Sängerin, Schauspielerin; lebte in Jona.
- Sandro Zangger (* 1994), Eishockeyspieler, geboren in Jona.
- Nico Beeler (* 1993), Volleyball- und Beachvolleyballspieler, geboren in Jona.